# S Monocerotis
S Monocerotis è una stella di magnitudine 4,66 situata nella costellazione dell'Unicorno. Dista circa 240 0 anni luce dal sistema solare e si tratta in realtà di un sistema stellare le cui componenti principali sono 2 calde e massicce stelle blu con temperature superficiali oltre i 30.000 K.

## Osservazione
Si tratta di una stella situata nell'emisfero celeste boreale, ma molto in prossimità dell'equatore celeste; ciò comporta che possa essere osservata da tutte le regioni abitate della Terra senza alcuna difficoltà e che sia invisibile soltanto nelle aree più interne del continente antartico. Nell'emisfero nord invece appare circumpolare solo molto oltre il circolo polare artico. La sua magnitudine pari a 4,7 fa sì che possa essere scorta solo con un cielo sufficientemente libero dagli effetti dell'inquinamento luminoso.
Il periodo migliore per la sua osservazione nel cielo serale ricade nei mesi compresi fra dicembre e maggio; da entrambi gli emisferi il periodo di visibilità rimane indicativamente lo stesso, grazie alla posizione della stella non lontana dall'equatore celeste.

## Caratteristiche fisiche
La coppia di stelle più vicine tra loro, denominate Aa e Ab, sembrerebbero far parte dell'ammasso aperto della Nebulosa Cono, ed è un sistema binario composto da una blu di sequenza principale. Sono stati pubblicati studi che hanno dato come risultato parametri su periodo orbitale e masse delle componenti, dovuto anche sull'incertezza della distanza della stella, anche se è stato accettato che la stella faccia parte dell'ammasso e si trovi a poca distanza da esso, infatti il risultato intermedio considerando l'estinzione interstellare ottenuto da uno studio di Zorica Cvetkovi´et al. del 2010 da come risultato 750 parsec, pari a 2450 anni luce circa.
In precedenza si era stimato un periodo orbitale di 25 anni e una separazione media di 26 UA, e le masse delle due componenti di 18 e 12 volte quella del Sole. Tuttavia nella rivisitazione del sistema di Malkov e colleghi il periodo risultato essere di 74 anni, con un'eccentricità orbitale molto elevata (e=0,74). Le masse stimate delle due componenti, Aa e Ab, sono risultate essere ancora più massicce, rispettivamente di 36 e 21 M⊙.
Sono stelle relativamente giovani, hanno al massimo 10 milioni di anni, e considerando le masse entrambe sono destinate a terminare la propria esistenza esplodendo in supernove. Osservazioni con il telescopio spaziale Hubble danno una separazione delle componenti di circa 26 UA, sebbene l'eccentricità orbitale le porta a variare la loro distanza da 6 fino a 46 UA.
Diverse stelle sono nei paraggi della coppia principale, la più vicina delle quali è S Monocerotis B, una stella bianco-azzurra di tipo spettrale B7 e di magnitudine 7,8, è distante 3 secondi d'arco, che a quella distanza equivalgono a circa 2250 anni luce. Ha una massa di 5,8 volte quella del Sole. Inoltre, altre 3 stelle di classe B si trovano entro 40", ma non è chiaro se siano legate gravitazionalmente al sistema o sono solo altre stelle dell'ammasso, poiché si troverebbero in pratica fino anche a 30.000 UA, ossia quasi mezzo anno luce di distanza da A.
S Monocerotis pare anche leggermente variabile, di un tipo di variabili irregolari poco studiato che comprende stelle calde che vanno dal tipo spettrale O a A; la sua magnitudine varia da 4,62 a 4,68.
La magnitudine assoluta combinata del sistema è di -2,82 e la sua velocità radiale positiva indica che la stella si sta allontanando dal sistema solare.